# Denis Poniž
Denis Poniž,  slovenski pesnik, dramatik, esejist, literarni zgodovinar,  * 20. september 1948, Ljubljana.

## Življenje
Po opravljeni maturi leta 1967 se je vpisal na Filozofsko fakulteto v Ljubljani, smer Primerjalna književnost in literarna teorija. Študij je zaključil 1972. Leta 1974 je na matični fakulteti opravil interdisciplinarni magisterij s področja numeričnih estetik, 1980 je z doktorsko disertacijo z naslovom Pojav in pomen numeričnih in eksperimentalnih estetskih teorij v slovenski literaturni znanosti (COBISS) končal doktorski študij na Filozofski fakulteti Univerze v Novem Sadu.
Med letoma 1973-75 je bil zaposlen kot asistent-stažist na Oddelku za svetovno književnost Filozofske fakultete v Ljubljani, nato je delal kot raziskovalec na Inštitutu za sociologijo in filozofijo Univerze v Ljubljani 1977–79, kjer se je ukvarjal s podatkovnimi bazami in informacijskimi sistemi s področja kulture. V letih 1979 in 1980 je bil zaposlen na Zavodu za družbeni razvoj Ljubljane. V letih 1980–86 se je preživljal kot svobodni književnik ter honorano predaval na FF UL, mdr. o likovni in konkretni poeziji. Leta 1986 je bil habilitiran za predmet Svetovna književnost in teorija slovenske književnosti na Pedagoški fakulteti Univerze v Mariboru. 1988 je postal izredni, 1996/97 pa redni profesor za zgodovino evropske in slovenske dramatike na AGRFT v Ljubljani (do upokojitve 2015).
Bil je gostujoči profesor na univerzah v Celovcu, Bielefeldu, Giessnu, predaval je tudi v Trstu, Goettingenu, Zagrebu in Novem Sadu.

## Delo
Bil je član uredništva Revije 2000 in Skupine 441, ki je bila jedro literarno-gledališke skupine Pupilija Ferkeverk. Piše liriko, v kateri prevladujeta refleksivnost in satira (Dionizove pesmi,(COBISS) 1976), dramatiko (Igra o smrti, 1977), literarnoteoretske in literarnozgodovinske spise (Slovenski jezik, literatura, računalniki, (COBISS) 1974), literarne kritike in publicistiko. Uredil in komentiral je več literarnih izborov (Antologija konkretne in vizualne poezije, (COBISS) 1978), bil je tajnik eksperimentalnega gledališča Pekarna (1976/77).
V svojih univerzitetnih predavanjih je obravnaval predvsem zveze med literaturo in informacijsko teorijo ter teorijo verjetnosti, polliterarne zvrsti (esej, feljton), slovensko poezijo 20. stoletja, slovensko dramatiko, zveze slovenske dramatike z evropsko, teorijo tragedije, komedije in tragikomedije ter literarnoteoretična vprašanja intertekstualnosti po obliki in vsebini.